# Meigenia atrata
Meigenia atrata är en tvåvingeart som beskrevs av Robineau-desvoidy 1863. Meigenia atrata ingår i släktet Meigenia och familjen parasitflugor.
Artens utbredningsområde är Frankrike. Inga underarter finns listade i Catalogue of Life.